# Youth (film, 2017)
Pour plus de détails, voir Fiche technique et Distribution.
Youth (芳华, Fāng huá) est un film chinois réalisé par Feng Xiaogang, sorti en 2017.

## Fiche technique
- Titre original : 芳华, Fāng huá
- Titre français : Youth
- Réalisation : Feng Xiaogang
- Scénario : Geling Yan
- Photographie : Luo Pan
- Pays d'origine : Chine
- Format : Couleurs - 35 mm - 2,35:1 - Dolby Digital
- Genre : drame
- Durée : 136 minutes
- Dates de sortie :
  -  Canada : 8 septembre 2017 (Festival international du film de Toronto 2017)
  -  Chine : 15 décembre 2017

## Distribution
- Huang Xuan : Feng Liu
- Miao : He Xiaoping
- Yang Caiyu : Lin Dingding
- Li Xiaofeng : Hao Shuwen
- Wang TianChen : Can Chen

## Distinction

### Récompense
- Asian Film Awards 2018 : Meilleur film[1].